# Spółgłoska drżąca dwuwargowa dźwięczna
Spółgłoska drżąca dwuwargowa – rodzaj dźwięku spółgłoskowego występujący w językach naturalnych. W międzynarodowej transkrypcji fonetycznej IPA oznaczanej symbolem: [ʙ].

## Artykulacja

### Opis
W czasie artykulacji podstawowego wariantu [ʙ]:
- modulowany jest prąd powietrza wydychanego z płuc, czyli artykulacja tej spółgłoski wymaga inicjacji płucnej i egresji,
- tylna część podniebienia miękkiego zamyka dostęp do jamy nosowej,
- prąd powietrza w jamie ustnej przepływa ponad całym językiem lub przynajmniej powietrze uchodzi wzdłuż środkowej linii języka,
- dolna warga kontaktuje się z górną wargą w periodyczny sposób, tworząc serię szybkich zwarć i rozwarć. Kilkakrotna blokada przepływu powietrza nadaje głosce charakterystyczny warkot.
- wiązadła głosowe periodycznie drgają, spółgłoska ta jest dźwięczna

### Warianty
Spółgłoska ta może mieć wariant jednouderzeniowy [ʙ̆]

### Przykłady
Wibrant dwuwargowy jest rzadkością w skali świata. Występuje w następujących językach:
- amuzgo
- baka (w Sudanie)
- kele
- mewun (na Vanuatu)
- ngwe (w Kamerunie)
- pirahã – jako alofon spółgłoski [b]
- titan (Nowa Gwinea)
- uripiv (Vanuatu)
- yi (w Chinach)

W abchaskim i amazońskich językach oro win i wari posiadają spółgłoskę zwartą zębową z jednoczesną wibracją dwuwargową [tʙ̥].

## Terminologia
Spółgłoska dwuwargowa drżąca to inaczej wibrant bilabialny.